# كريستيان فريدريك مارتن
كريستيان فريدريك مارتن (بالإنجليزية: Christian Frederick Martin)‏ هو صانع آلة موسيقية ‏ أمريكي، ولد في 31 يناير 1796 في ماركنويكيرشن في ألمانيا، وتوفي في 16 فبراير 1873 في نازاريث في الولايات المتحدة.